# Мощона Королівська
Мощона Королівська (Мощона-Крулевська, пол. Moszczona Królewska) — село в Польщі, у гміні Мельник Сім'ятицького повіту Підляського воєводства. Населення — 220 осіб (2011).

## Історія
Вперше згадується 1529 року. Заснована путними боярами мельницького замку, які пізніше втратили свої боярські права. Частиною села волів війта Мельника.
У 1975—1998 роках село належало до Білостоцького воєводства.

## Демографія
Демографічна структура станом на 31 березня 2011 року:
|          | Загалом | Допрацездатний вік | Працездатний вік | Постпрацездатний вік |
| -------- | ------- | ------------------ | ---------------- | -------------------- |
| Чоловіки | 102     | 14                 | 69               | 19                   |
| Жінки    | 118     | 17                 | 63               | 38                   |
| Разом    | 220     | 31                 | 132              | 57                   |